# Bodegraj
Bodegraj is een plaats in de gemeente Okučani in de Kroatische provincie Brod-Posavina. De plaats telt 506 inwoners (2001).